# فرهاد کوچک‌زاده
فرهاد کوچک‌زاده (زاده ۱ شهریور ۱۳۴۸ - قائم‌شهر) بازیکن سابق و مربی فوتبال اهل ایران است که اکنون سرپرست تیم نساجی مازندران می‌باشد. وی سابقه بازی در تیم‌های نساجی مازندران، ابومسلم خراسان و سایپا را دارد.
وی همچنین در تیم نساجی مازندران مربیگری کرده‌است. وی در تیم سایپا تهران شاگرد مجید جلالی بوده و در طرح استعدادیابی شهرداری تهران، که زیر نظر جلالی انجام شده بود، با این مربی همکاری داشت.